# Трнава
Трна́ва (словац. Trnava, нем. Tyrnau, венг. Nagyszombat, лат. Tyrnavia) — город в западной Словакии, расположенный на реке Трнавка у южных склонов Малых Карпат. Трнава — резиденция архиепископа и потому часто её называют словацким Римом. Население — около 70 тыс. человек. Трнава — центр одноимённого Трнавского края.

## История
Первый раз небольшое земледельческое поселение Трнава упоминается в 1211 году в письме эстергомского архиепископа. Трнава первая на территории Словакии получила права города, в 1238 их даровал венгерский король Бела IV. В XIII веке в Трнаве была построена весьма современная и большая крепость. О важности Трнавы говорит факт, что именно там венгерские короли встречались с королями других стран. Значение Трнавы ещё более укрепилось в XVI веке, когда Эстергомское Архиепископство, спасаясь от турок, переехало сюда. Таким образом Братислава стала административной столицей Венгрии, а Трнава — религиозной. В 1635 году кардинал Петер Пазмань основал Трнавский университет (первый в Венгрии), который в 1777 году по приказу императрицы Марии Терезии переехал в Буду и так стал Будапештским университетом.
Венгерские повстанцы Иштвана Бочкаи, Габора Бетлена, Дьёрдя Ракоци, Имре Тёкёли и Ференца II Ракоци несколько раз занимали его, но военного значения он не имел. Рядом с городом 26 декабря 1704 года куруцы Ференца II Ракоци потерпели поражение от имперской армии генерала Хейстера в сражении при Надьсомбате.
Здесь в 1787 году словацкий будитель Антон Бернолак кодифицировал первый вариант литературного словацкого языка, основанный на трнавско-подгорском диалекте, на котором разговаривали в Трнаве. В 1793 году здесь было основано Словацкое общество ученых. Его городские стены были снесены между 1820 и 1840 годами. В 1846 году между Братиславой и Трнавой была проложена железная дорога общего пользования.
После создания чехословакцкого государства в 1918 Трнава вошла в его состав и стала одним из промышленных центров, которым остаётся и сейчас.
В сентябре 1943 года в Трнаве произошло восстание словацких солдат, поводом для которого стал приказ главнокомандующего словацкой армией Фердинанда Чатлоша обмундировать солдат в немецкую форму и направить в Германию для укомплектования зенитных расчётов ПВО. Бой с гитлеровскими войсками продолжался весь день, сдавшихся словацких солдат разоружили и отправили в Германию. (Материал об этом тогда же опубликован ТАСС со ссылкой на британские СМИ).

## Население
| Год:                | 1994   | 2004    | 2014    | 2024    |
| ------------------- | ------ | ------- | ------- | ------- |
| Количество человек: | 70 017 | 69 140  | 65 713  | 63 180  |
| Разница:            |        | −1,25 % | −4,95 % | −3,85 % |

## Климат
| Показатель                    | Янв. | Фев. | Март | Апр. | Май  | Июнь | Июль | Авг. | Сен. | Окт. | Нояб. | Дек. | Год   |
| ----------------------------- | ---- | ---- | ---- | ---- | ---- | ---- | ---- | ---- | ---- | ---- | ----- | ---- | ----- |
| Средний суточный максимум, °C | 2    | 4    | 10   | 16   | 21   | 24   | 26   | 26   | 21   | 15   | 7     | 3    | 14,6  |
| Средний суточный минимум, °C  | −4   | −3   | 0    | 4    | 9    | 12   | 14   | 14   | 10   | 6    | 2     | −2   | 5,2   |
| Норма осадков, мм             | 17,8 | 21,1 | 21,5 | 31,5 | 38,3 | 49   | 48,3 | 35,3 | 40,5 | 28,9 | 30,9  | 38,5 | 401,6 |
| Источник:                     |      |      |      |      |      |      |      |      |      |      |       |      |       |

## Спорт
В городе в 2002 году прошёл очередной чемпионат мира по хоккею с шайбой среди юниоров.

## Достопримечательности
- Крепость
- Собор св. Иоанна Крестителя — кафедральный собор архиепархии Трнавы
- Костёл Непорочного Зачатия, XIII век
- Собор св. Николая
- Костёл св. Иакова
- Костёл св. Елены
- Костёл св. Иосифа
- Костёл св. Анны
- Костёл св. Троицы
- Лютеранская кирха
- Синагога
- многочисленные ренессансные и барочные дома и дворцы

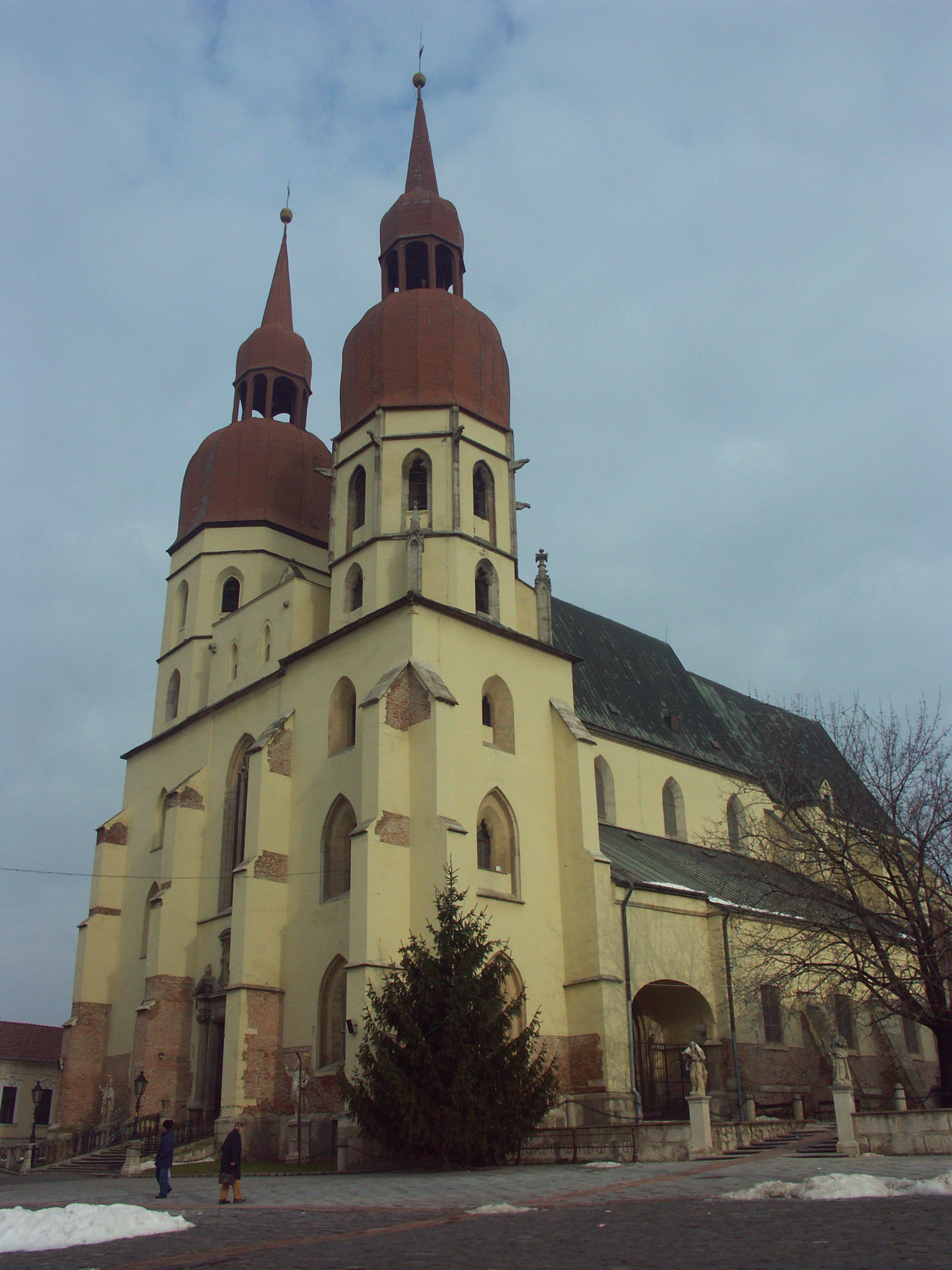
Собор св.Николая
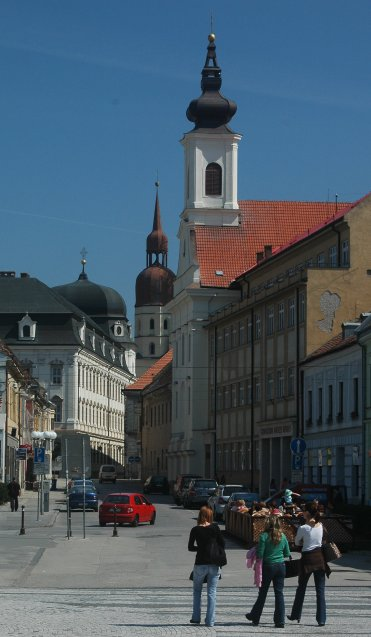
Костёл св.Анны
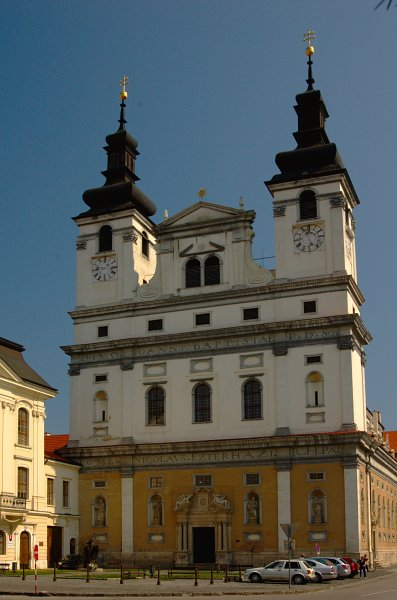
Собор св.Иоанна Крестителя
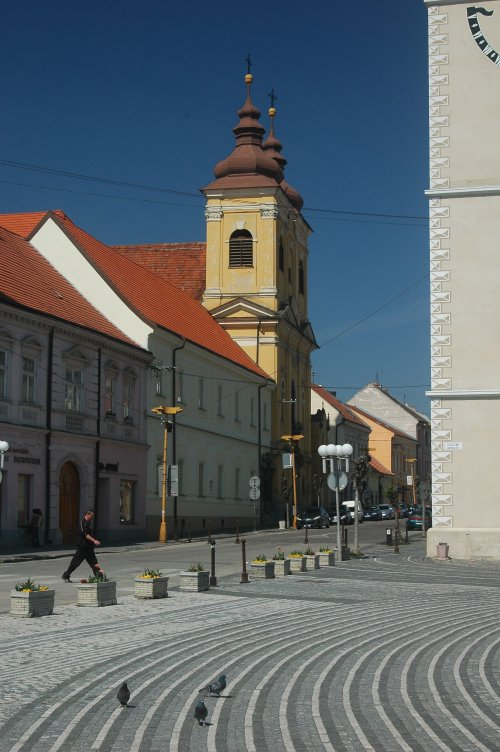
Костёл св.Троицы
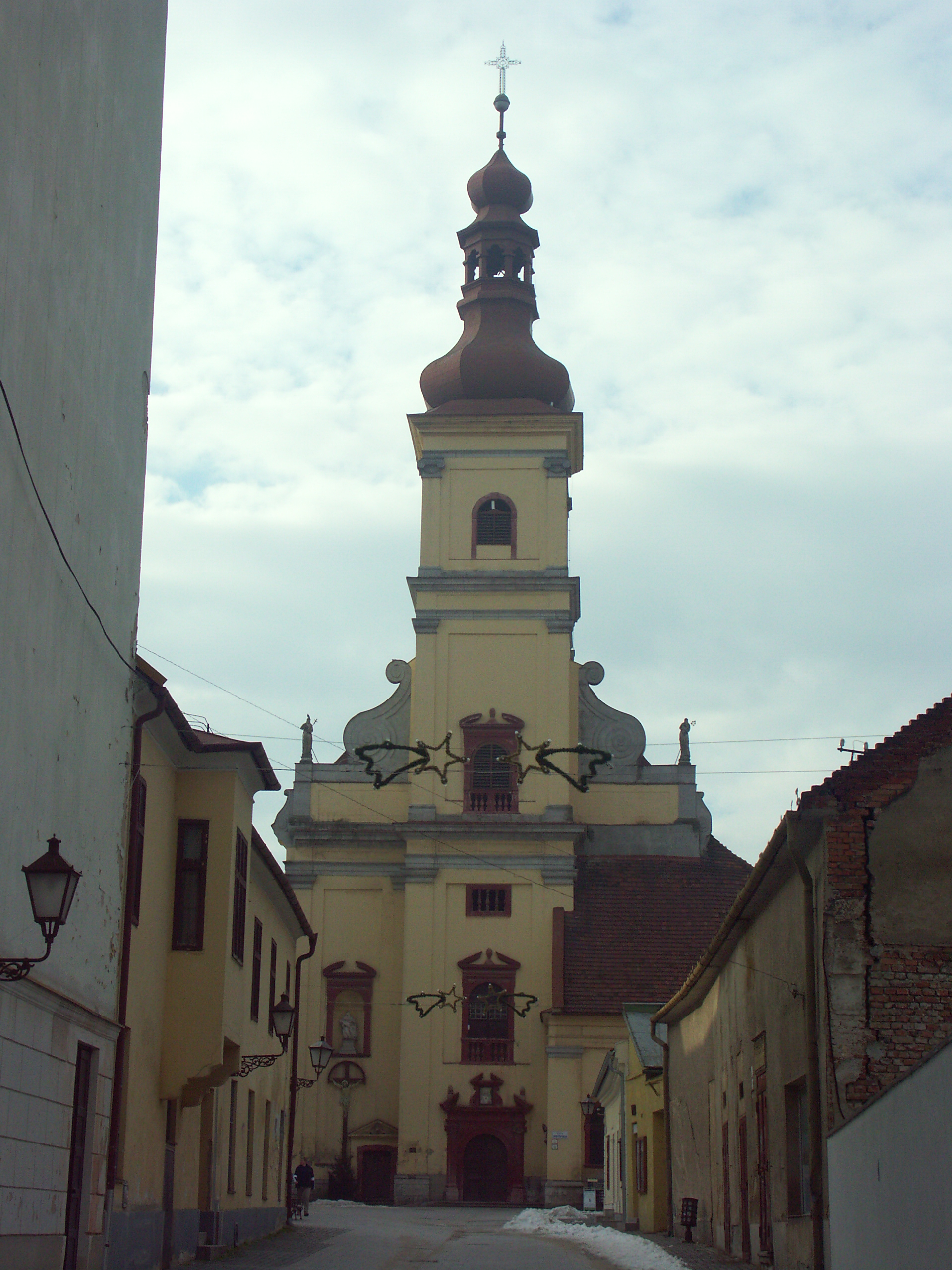
Костёл св.Иакова
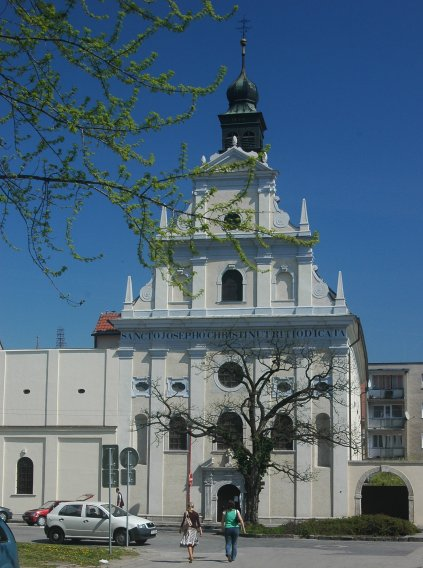
Костёл св.Иосифа
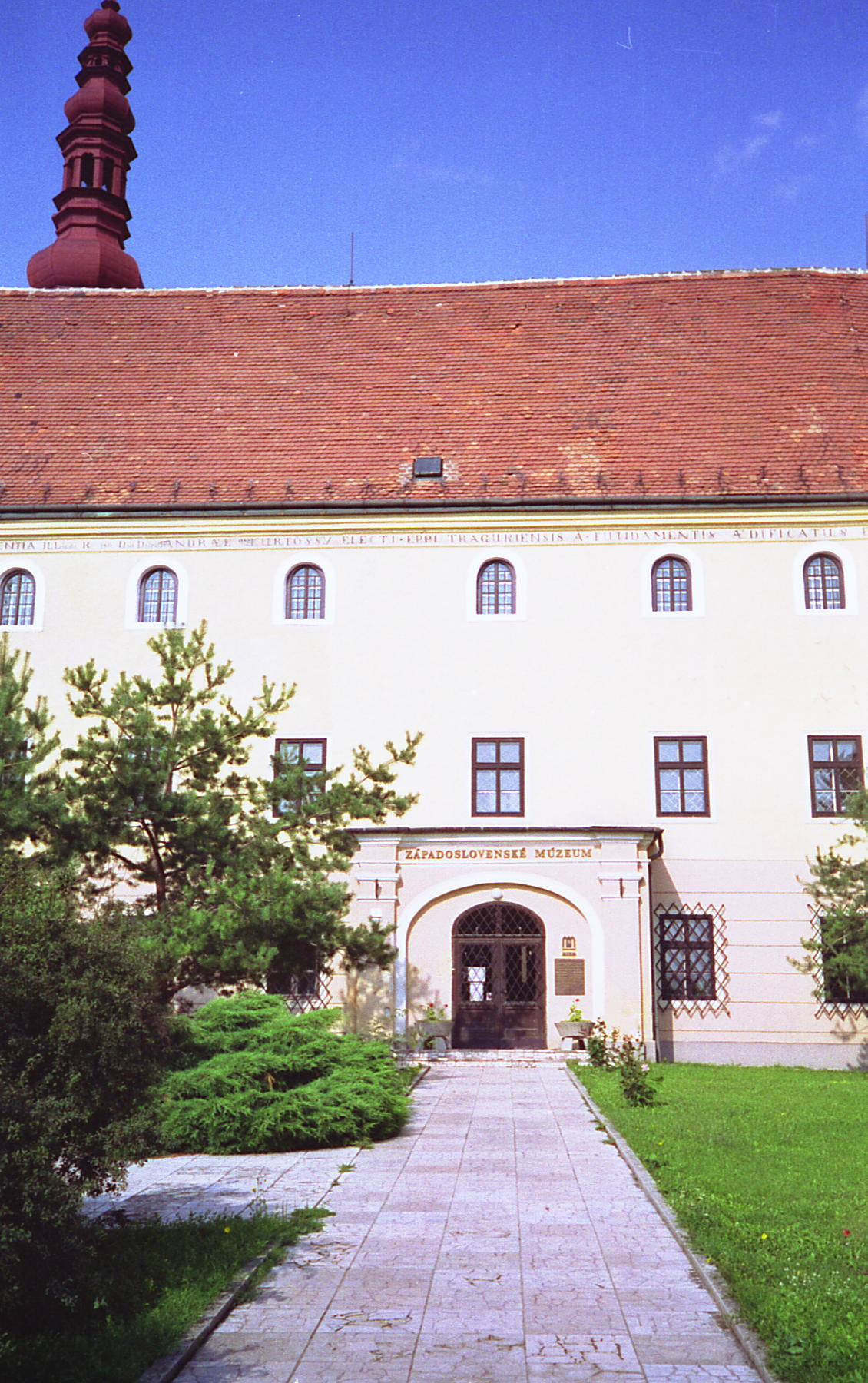
Костёл св.Марии и монастырь
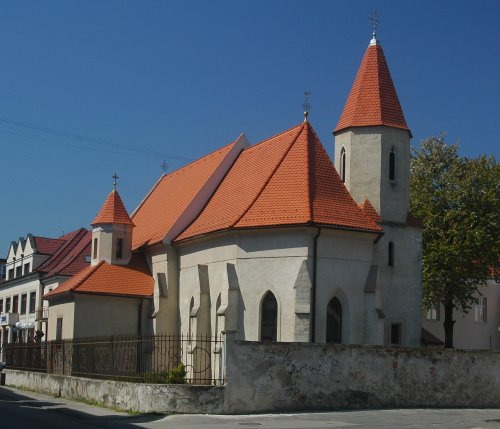
Костёл св.Елены
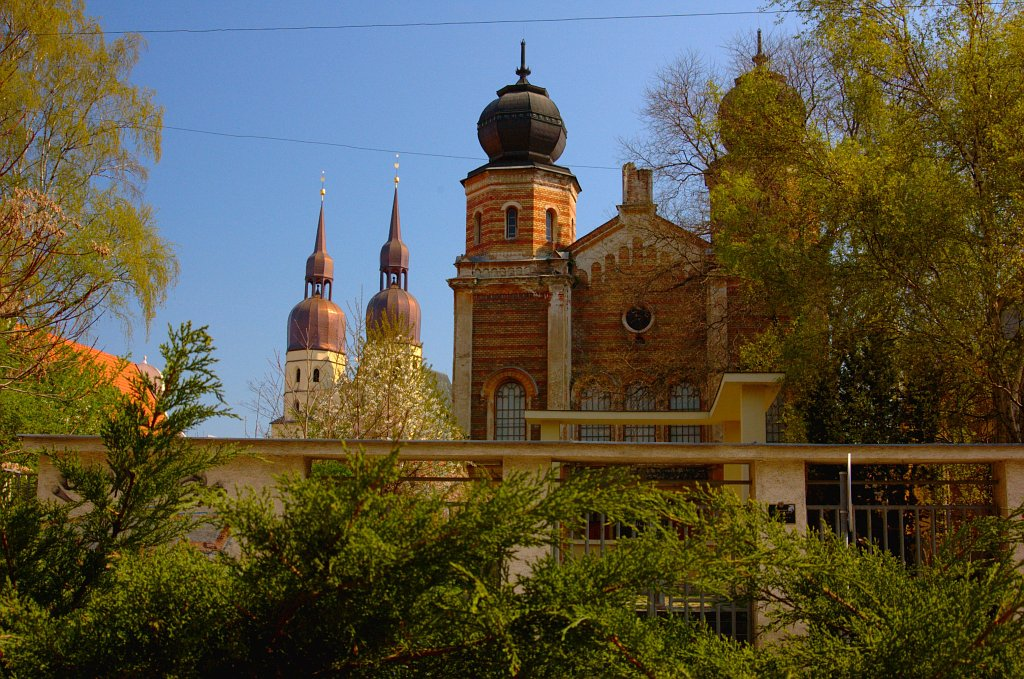
Синагога
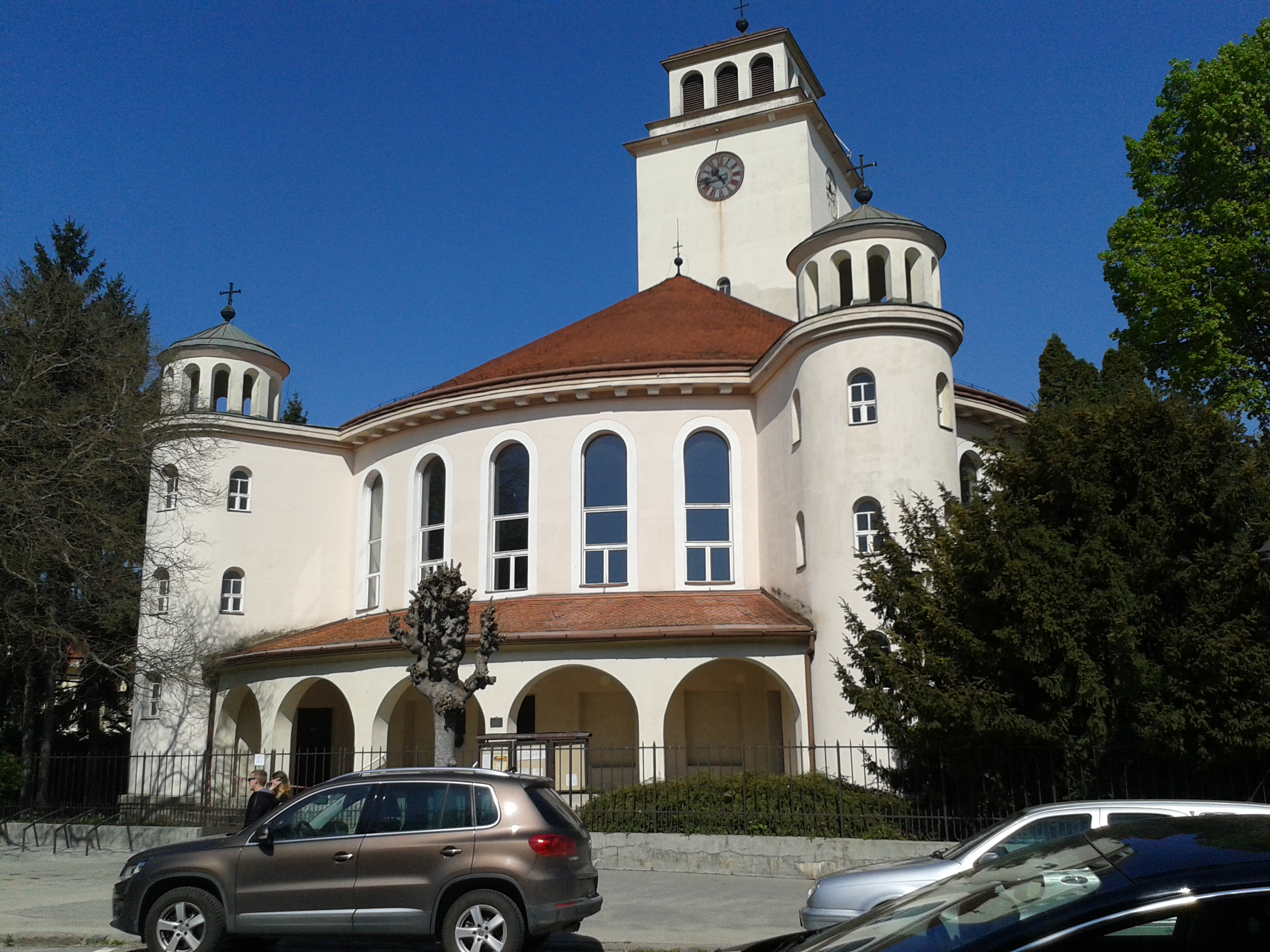
Кирха
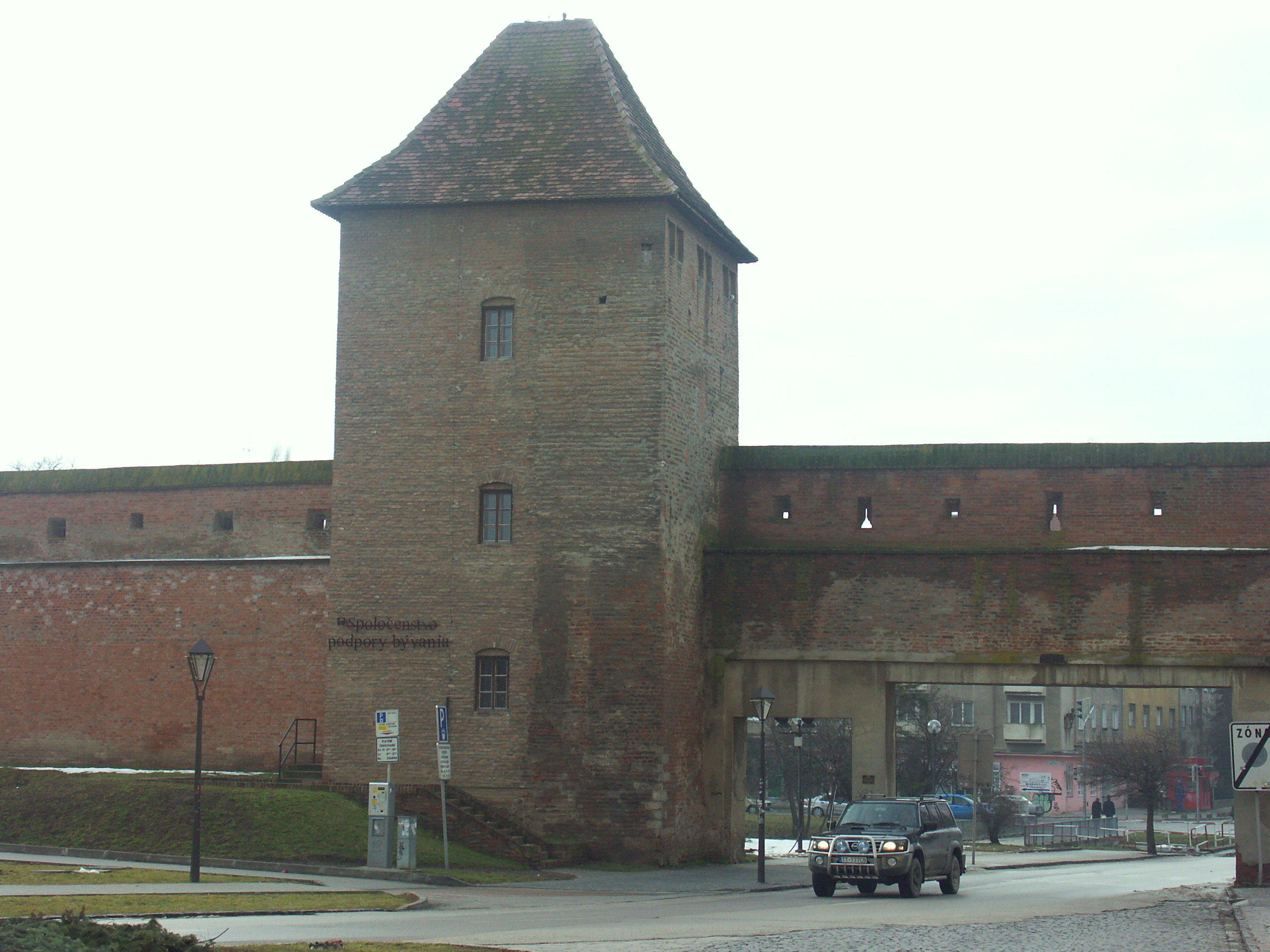
Городская крепость

## Города-побратимы
Городами-побратимами Трнавы являются:
| Страна   | Город-побратим    | Год установления связи |
| -------- | ----------------- | ---------------------- |
| Россия   | Балаково          | 1970                   |
| Хорватия | Вараждин          |                        |
| Словения | Ново-Место        |                        |
| Польша   | Забже             |                        |
| Украина  | Харьков           | 2013                   |
| США      | Скрантон          |                        |
| Чехия    | Хомутов, Бржецлав |                        |